# Bandiera della Repubblica Socialista Sovietica Kirghisa

Bandiera della RSS Kirghiza

La bandiera della Repubblica Socialista Sovietica Kirghisa fu adottata il 22 dicembre 1952.
In precedenza, la bandiera era rossa con caratteri dorati cirillici nell'angolo in alto a sinistra, КЫРГЫЗ ССР (Kyrgyz SSR) e КИРГИЗСКАЯ ССР (Kyrgyzskaja SSR).